# حس پنهان
حس پنهان فیلمی به کارگردانی مصطفی رزاق‌کریمی، تهیه‌کنندگی مرتضی رزاق‌کریمی و نویسندگی مصطفی رزاق‌کریمی و فریدون فرهودی ساخته سال ۱۳۸۵ است.

## خلاصه فیلم
امیر و سیمین - زوجی جوان - در بحرانی خودخواسته اما ناآگاهانه گرفتارند و…

## بازیگران
- محمدرضا فروتن (امیر)
- مهتاب کرامتی (سیمین)
- حامد بهداد (بهرام)
- نیوشا ضیغمی (ندا)
- آتیلا پسیانی (رضا)
- شهره سلطانی (ناهید)
- مینا جعفرزاده (مادربزرگ)
- شیوا بلوریان (افسانه)
- اردشیر کاظمی (پیرمرد)
- فرهاد مهدوی (زمانی)

## جشنواره‌ها
فیلم حس پنهان در بیست و هفتمین دوره جشنواره فیلم فجر (۱۳۸۷) در بخش نمونه فیلم (آنونس) موفق به دریافت دیپلم افتخار مسابقات شده است.
همچنین این فیلم در دوازدهمین دوره جشن خانه سینما در بخش نقش دوم مرد (حامد بهداد) کاندیدا دریافت تندیس زرین بوده است.